# Delbert Felix
Delbert „Del“ Felix (* ca. 1958 in St. Helena) ist ein US-amerikanischer Jazz-Bassist.
Felix’ Vater war Bandleader; in der Highschool spielte er zunächst Euphonium, bevor er zum E-Bass wechselte, beeinflusst von George Clinton’s Parliament Funkadelic. Nach dem Studium an der Florida A&M University wechselte er zur Berklee School of Music in Boston. Dort lernte er Branford Marsalis kennen. Nach Studienabschluss 1981 zog er in die Südstaaten zurück. Nach Ableistung des Militärdienstes bei der US-Marine, wo er in einer Band spielte und Bass unterrichtete, arbeitete er u. a. mit Wynton Marsalis und tourte mit Joe Henderson. Felix wirkte zwischen 1980 und 2005 bei elf Aufnahmesessions mit, darunter die Branford-Marsalis-Alben Random Abstract (1988) und Trio Jeepy (1989) sowie Aufnahmen mit Billy Cobham, Freddy Cole, Courtney Pine und Chris Potter. Felix lebt auf Hilton Head Island in South Carolina.